# Lijst van vlaggendragers op de Olympische Jeugdwinterspelen 2012
Deze pagina bevat de lijst van vlaggendragers op de Olympische Jeugdwinterspelen 2012 tijdens de opening van deze Spelen op 13 januari 2012 in het Oostenrijkse Innsbruck. De vlaggendrager gaat voorop bij de intocht van zijn land tijdens de openingsceremonie. Het dragen van de vlag wordt gezien als een grote eer. Landen werden in drie talen bekend gemaakt: Duits, Frans en Engels, de drie officiële talen zowel van Olympische Jeugdwinterspelen 2012. 
In de onderstaande lijst staan de vlaggendragers in de volgorde van de binnenkomst tijdens de parade. Volgens de traditie opent Griekenland de intocht en is het laatste land het gastland, in dit geval dus Oostenrijk. Alle andere landen marcheren binnen in de Duitse alfabetische volgorde.

## Vlaggendragers tijdens de openingsceremonie
In de onderstaande tabel staat het nummer van binnenkomst, de naam van het land, de naam van de vlaggendrager en de sportdiscipline(s) waarin hij/zij uitkomt.
| Nr. | Land                  | Vlaggendrager              | Sport                 |
| --- | --------------------- | -------------------------- | --------------------- |
| 1   | Griekenland           | Anastasia Gkogkou          | Alpineskiën           |
| 2   | Andorra               | Sarah Ramentol             | Alpineskiën           |
| 3   | Argentinië            | Ramiro Faogonssos          | Alpineskiën           |
| 4   | Armenië               | Lihit Tonoyan              | Langlaufen            |
| 5   | Australië             | Greta Small                | Alpineskiën           |
| 6   | Wit-Rusland           | Anastasija Lesik           | Alpineskiën           |
| 7   | België                | Sebbe De Buck              | Snowboarden           |
| 8   | Bosnië en Herzegovina | Kerim Catal                | Rodelen               |
| 9   | Brazilië              | Eliza Nobre                | Alpineskiën           |
| 10  | Bulgarije             | Aleksandra Popova          | Alpineskiën           |
| 11  | Chili                 | Sebartian Echeverria       | Alpineskiën           |
| 12  | China                 | Yan Han                    | Kunstschaatsen        |
| 13  | Denemarken            | Philip Due Schmidt         | Schaatsen             |
| 14  | Duitsland             | Katharina Althaus          | Schansspringen        |
| 15  | Macedonië             | Marijan Nasoku             | Alpineskiën           |
| 16  | Eritrea               | Shannon Abeda              | Alpineskiën           |
| 17  | Estland               | Rene Lahkna                | Biatlon               |
| 18  | Finland               | Katri Lylynpera            | Langlaufen            |
| 19  | Frankrijk             | Estelle Alphand            | Alpineskiën           |
| 20  | Georgië               | Susana Gavva               | Alpineskiën           |
| 21  | Groot-Brittannië      | Katie Summerhayes          | Freestyleskiën        |
| 22  | India                 | Aanchal Thakur             | Alpineskiën           |
| 23  | Iran                  | Yaghoob Kiashemshaki       | Langlaufen            |
| 24  | Ierland               | Florence Bell              | Alpineskiën           |
| 25  | IJsland               | Jakob Helgi Bjarnason      | Alpineskiën           |
| 26  | Italië                | Florian Gruber             | Rodelen               |
| 27  | Japan                 | Sumire Kikuchi             | Schaatsen, Shorttrack |
| 28  | Kaaimaneilanden       | Dean Travers               | Alpineskiën           |
| 29  | Canada                | Corryn Brown               | Curling               |
| 30  | Kazachstan            | Kanat Khamitov             | Schansspringen        |
| 31  | Kirgizië              | Zafar Shakhmuratov         | Langlaufen            |
| 32  | Zuid-Korea            | Kim Dong Woo               | Alpineskiën           |
| 33  | Kroatië               | Rodes Istok                | Alpineskiën           |
| 34  | Letland               | Ulla Zirne                 | Rodelen               |
| 35  | Libanon               | Alexandre Mohbat           | Alpineskiën           |
| 36  | Liechtenstein         | Martin Voegeli             | Langlaufen            |
| 37  | Litouwen              | Rokas Zaveckas             | Alpineskiën           |
| 38  | Luxemburg             | Catherine Elvinger         | Alpineskiën           |
| 39  | Marokko               | Adam Lamhamedi             | Alpineskiën           |
| 40  | Mexico                | Josue Montiel              | Skeleton              |
| 41  | Moldavië              | Irina Cozonac              | Biatlon               |
| 42  | Monaco                | Rudy Rinaldi               | Bobsleeën             |
| 43  | Mongolië              | Dandar Usukhbayar          | Langlaufen            |
| 44  | Montenegro            | Radojicic Milena           | Alpineskiën           |
| 45  | Nepal                 | Lama Bibash                | Alpineskiën           |
| 46  | Nieuw-Zeeland         | Beau James Wells           | Freestyleskiën        |
| 47  | Nederland             | Oldrik van der Aalst       | Schansspringen        |
| 48  | Noorwegen             | Ina Roll Backe             | Curling               |
| 49  | Peru                  | Isabella Todd              | Alpineskiën           |
| 50  | Filipijnen            | Abel Tesfamariam           | Alpineskiën           |
| 51  | Polen                 | Urszula Letocha            | Langlaufen            |
| 52  | Roemenië              | Damiel Pripici             | Langlaufen            |
| 53  | Rusland               | Sergey Mozgov              | Kunstschaatsen        |
| 54  | San Marino            | Vincenzo Romano Michelotti | Alpineskiën           |
| 55  | Zweden                | Linn Peterson              | IJshockey             |
| 56  | Zwitserland           | Jastiina Suter             | Alpineskiën           |
| 57  | Servië                | Dzenis Avdic               | Biatlon               |
| 58  | Slowakije             | Andrej Segec               | Langlaufen            |
| 59  | Slovenië              | Tim-Kevin Raunjak          | Snowboarden           |
| 60  | Spanje                | Manex Azula                | Snowboarden           |
| 61  | Zuid-Afrika           | Sive Speelman              | Alpineskiën           |
| 62  | Chinees Taipei        | Te - An Lien               | Rodelen               |
| 63  | Tsjechië              | Petr Knop                  | Langlaufen            |
| 64  | Turkije               | Dila Kavur                 | Alpineskiën           |
| 65  | Oekraïne              | Anton Dukach               | Rodelen               |
| 66  | Hongarije             | David Panyik               | Biatlon               |
| 67  | Oezbekistan           | Arkadiy Semenchenko        | Alpineskiën           |
| 68  | Verenigde Staten      | Jake Peterson              | Bobsleeën             |
| 69  | Cyprus                | Dinos Lefkaritis           | Alpineskiën           |
| 70  | Oostenrijk            | Tamara Grascher            | IJshockey             |